# Алое товстолисте
Алое товстолисте (Aloe brevifolia)  — сукулентна рослина роду алое.

## Етимологія
Видова назва дана через коротке листя, від лат. brevis — короткий і лат. folius — листя.

## Морфологічний опис

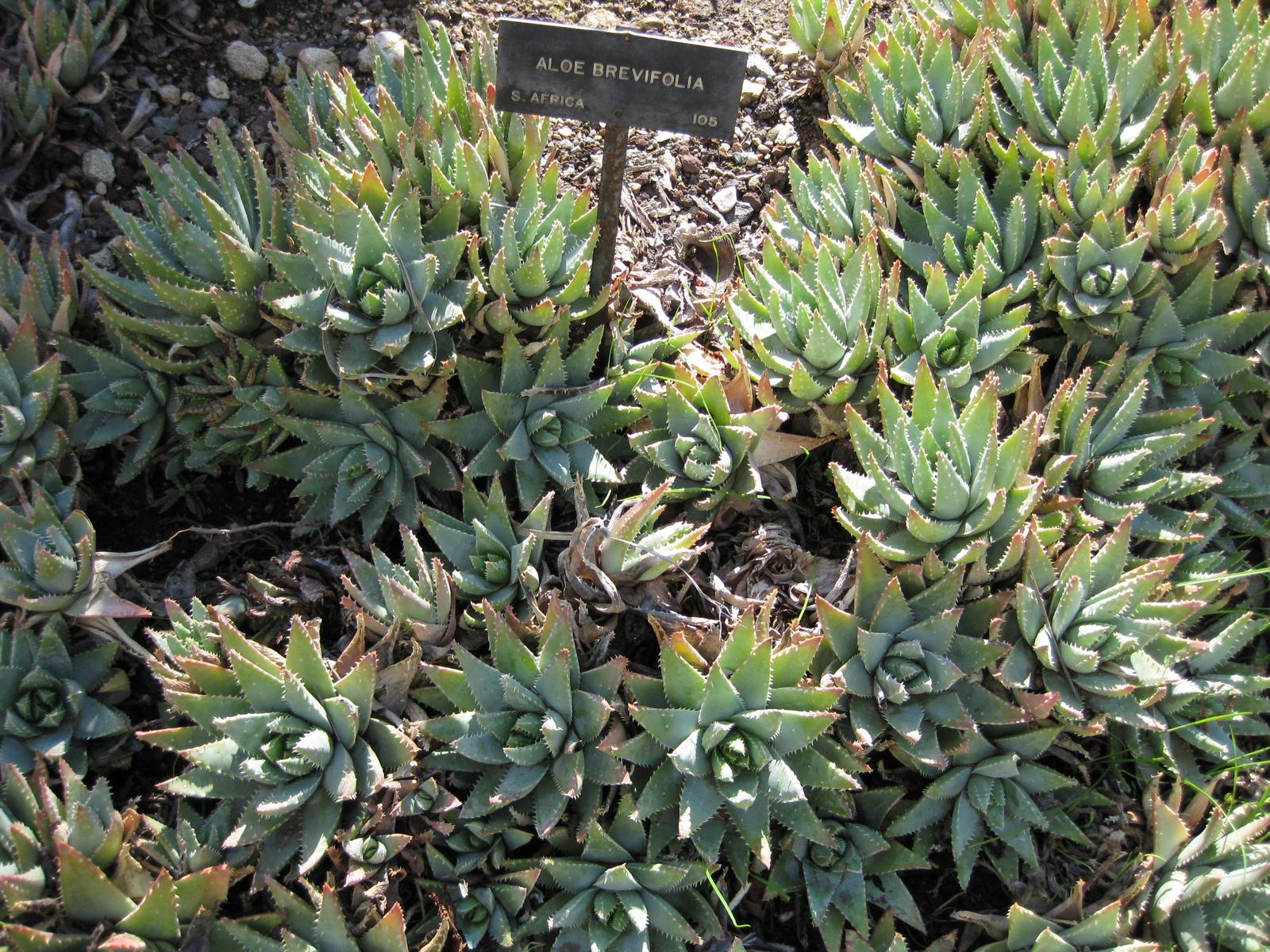
Aloe brevifolia у Гантінгтонському ботанічному саду

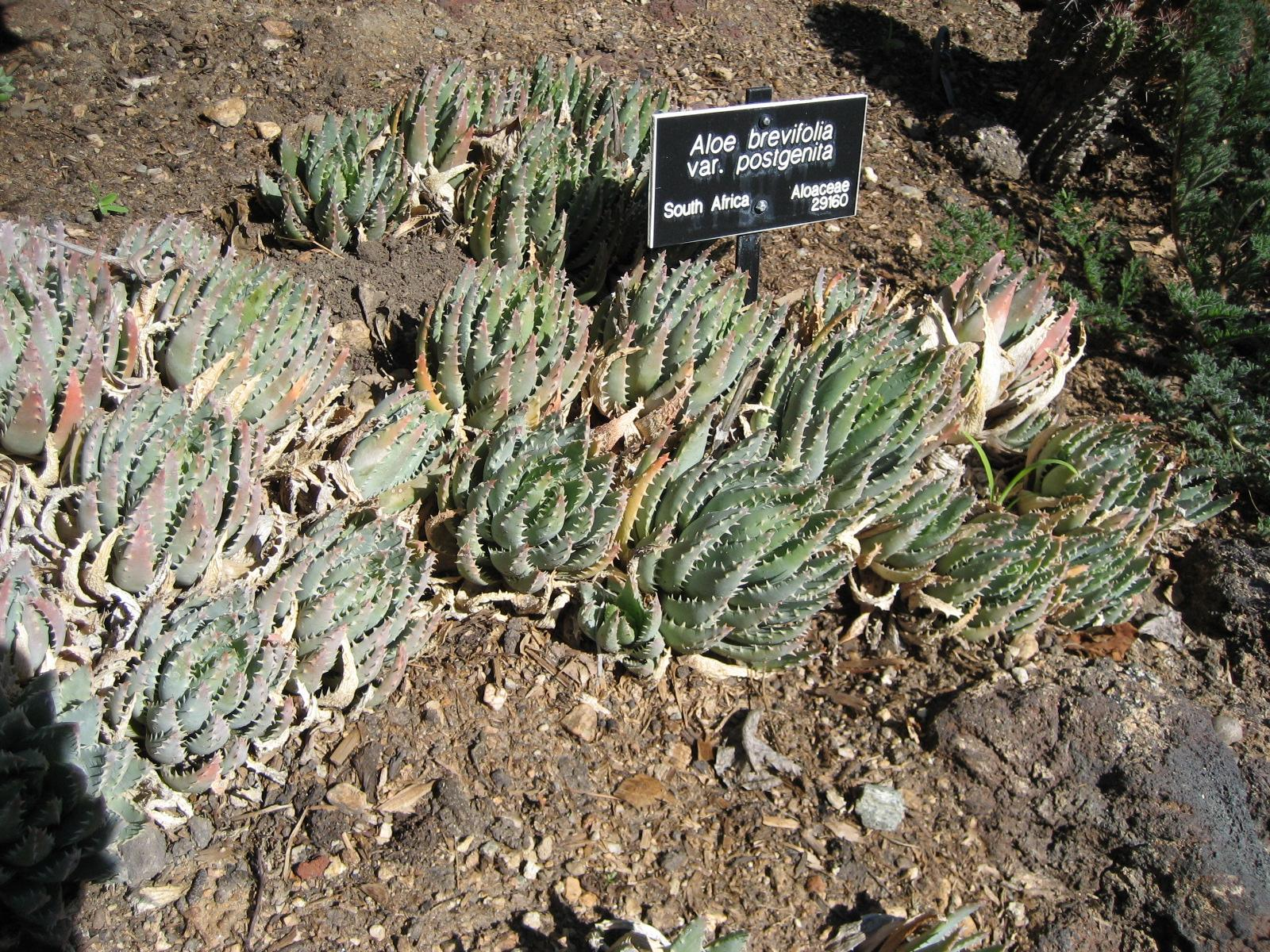
Aloe brevifolia var. postgenita

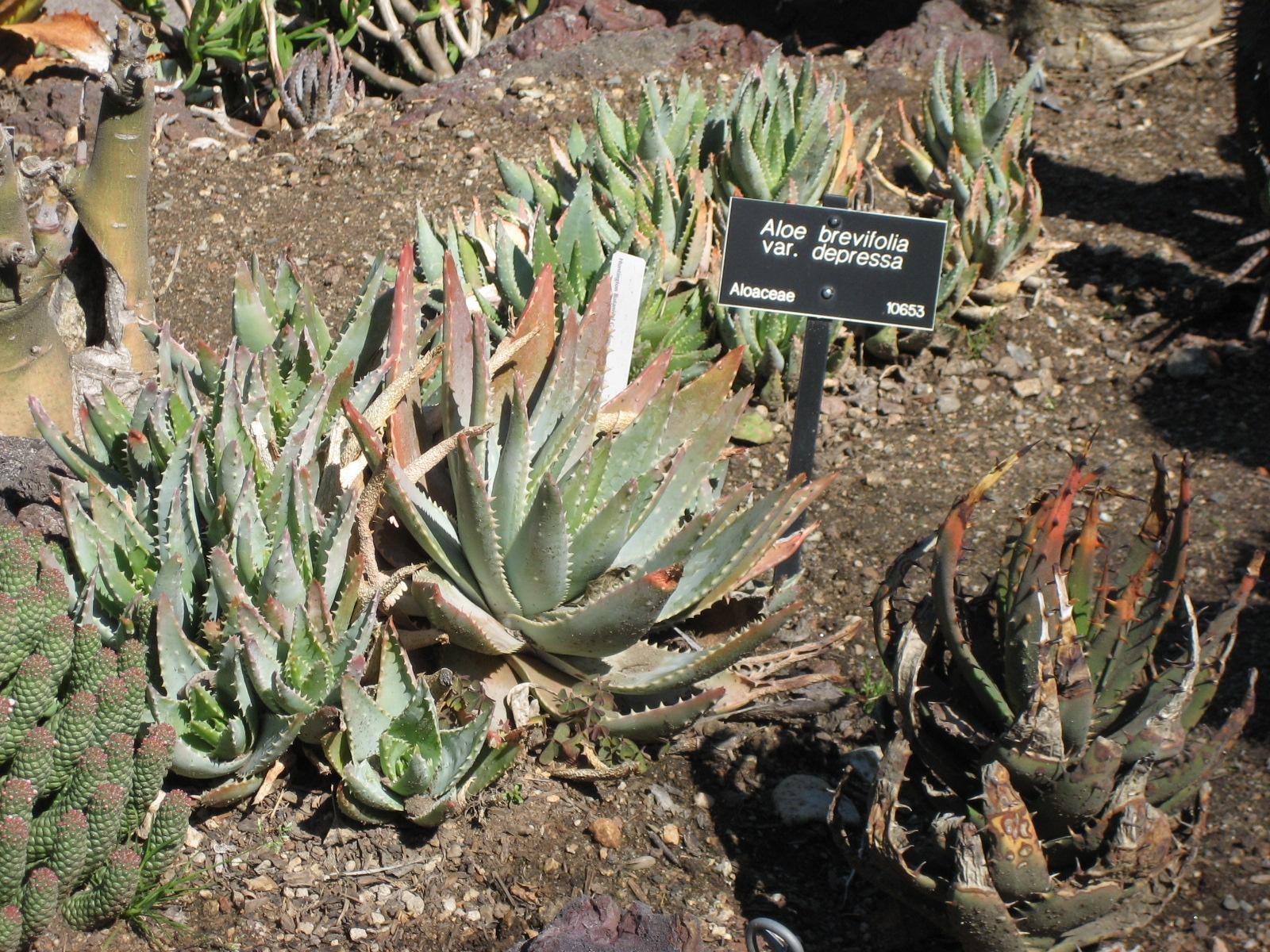
Aloe brevifolia var. depressa

Багаторічна рослина. В компактній розетці до 15 см у діаметрі розміщене трикутне голубувато-зелене листя числом 30-40, ланцетне, 7-11 см завдовжки і до 2,5 см завширшки біля основи, без плям і смуг, у верхній частині без горбинки, знизу плоске і слабо роздуте, догори порожнє, посередині 0,6-0,9 см завтовшки, зовні у верхній частині шипувате, без ості; шипи по краях листа білуваті, 0,2-0,3 см завдовжки. Квітконіс простий, до 30 см заввишки, з численними криючими листками. Китиця щільна, до 15 см завдовжки і 8 см шириною. Квітки червоні, 3-3,5 см завдовжки, на коротких квітконіжках, 1,2-2,5 см завдовжки.

## Місця зростання
Росте в прибережній смузі на вапнякових скелях, в саванах, на пагорбах, серед каменів в Капській провінції (ПАР) в районі з відносно великою кількістю опадів.

## Культивування
У культивуванні невибагливе. Мінімальна температура — + 10 °C. Надає перевагу сонячному місцерозташуванню. Помірний полив впродовж всього року. В культурі майже не цвіте.